# Кавингтон (Вашингтон)
Кавингтон (енгл. Covington) град је у америчкој савезној држави Вашингтон. По попису становништва из 2010. у њему је живело 17.575 становника.

## Демографија
Према попису становништва из 2010. у граду је живело 17.575 становника, што је 3.792 (27,5%) становника више него 2000. године.
| Група             | 2000.          | 2010.          |
| Белци             | 11.841 (85,9%) | 12.680 (72,1%) |
| Афроамериканци    | 336 (2,4%)     | 741 (4,2%)     |
| Азијати           | 430 (3,1%)     | 1.491 (8,5%)   |
| Хиспаноамериканци | 617 (4,5%)     | 1.634 (9,3%)   |
| Укупно            | 13.783         | 17.575         |